# Кстово
Ксто́во — город (с 1957) в России, административный центр Кстовского района (муниципального округа) Нижегородской области. Город районного значения, до 23 декабря 2021 года образовывал городское поселение город Кстово. Численность населения — 61 118 чел. (2025).
Законом Нижегородской области от 10 декабря 2021 года к 23 декабря № 137-З муниципальный район был преобразован в муниципальный округ, городское поселение упразднено. 27 марта 2025 года депутаты законодательного собрания Нижегородской области утвердили закон об объединении Нижнего Новгорода и Кстовского округа.
Город Кстово расположен на правом, высоком берегу р. Волги в 15 км от Нижнего Новгорода на трассе М7 «Волга» и железнодорожной ветке Окская — Зелецино. Южнее города, под горой, протекает река Кудьма.
Градообразующее предприятие — ООО «Лукойл-Нижегороднефтеоргсинтез». Также в городе находится спортивный комплекс «Всемирная академия самбо».

## История

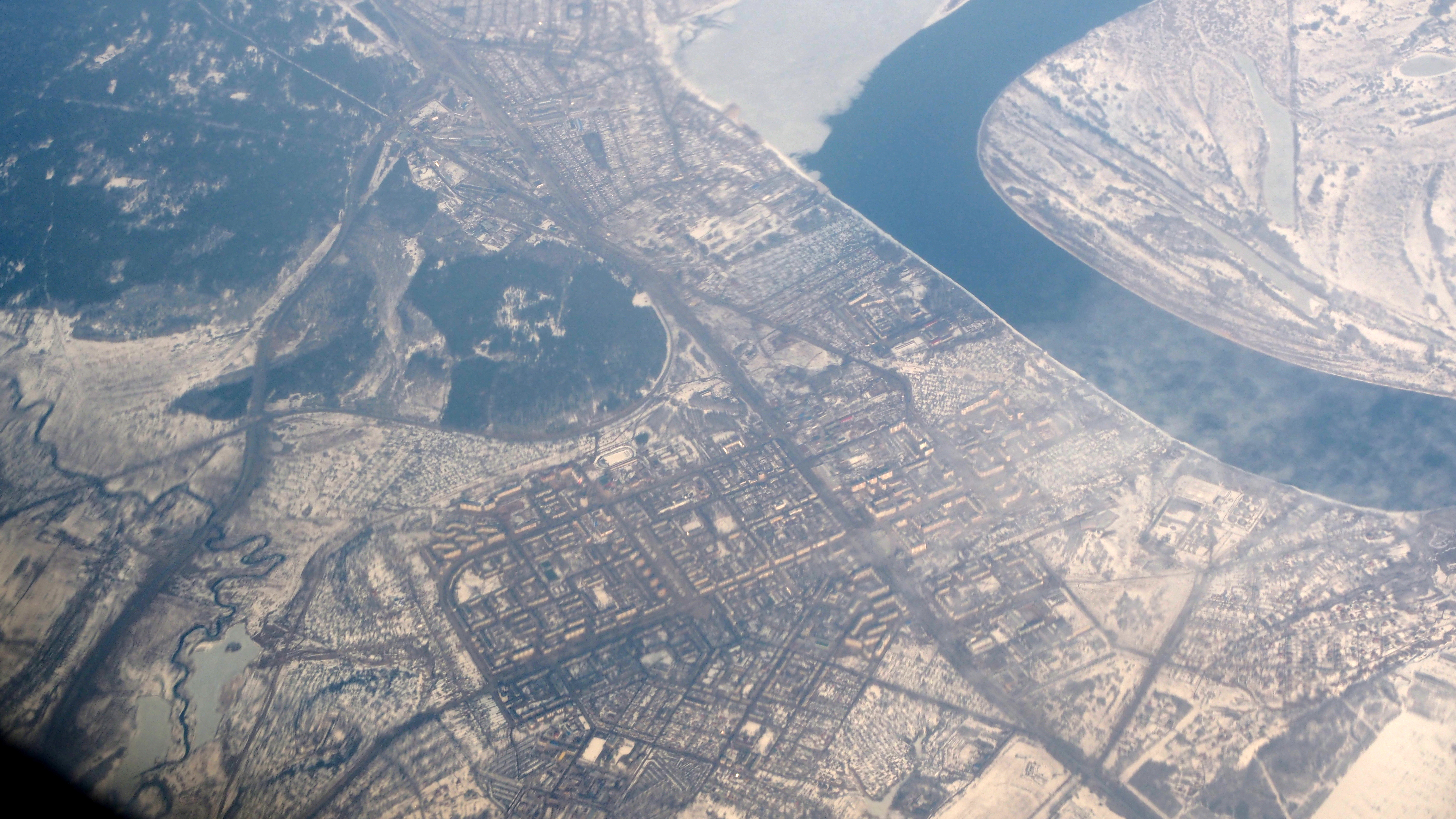
Общий вид города Кстово с воздуха, март 2015 г.

Населённый пункт основан в 19 км на юго-восток от Нижегородского кремля, на правобережье реки Волги, на территории т. н. Березополья бывшего Нижегородского уезда, во времена, когда вся территория нижегородской земли подвергалась постоянным военным набегам, разорению и уничтожению со стороны татар Казанского ханства и Ногайской Орды. Печальным свидетельством тех событий являются многочисленные уничтоженные, сожжённые русские поселения XIV—XVI вв. на территории Нижегородской области, в том числе и на территории Кстовского района. Теперь эти бывшие поселения относятся к памятникам археологии.
Кстово впервые упоминается в древних документах как село Кстова поляна в 1588 г.:
За Юрьем за Семёновым сыном Соловцова село Кстова поляна на реке на Волге, а в нём храм Николы чюдотворца, стоит без пенья …
Ряд версий связывает это название с крестом (кститься — «креститься», кстовый — «крестовый»). Одну из таких версий связывают с расположением села у перекрёстка дорог. На самом же деле название «Кстова» происходит от древнего финно-угорского слова кста — «земляника» (соответственно, «кстова» — «земляничная», т. е. «Земляничная поляна»). По этой причине на гербе города Кстово изображена земляника.
В советской и современной литературе ошибочно считалось, что изначально это была деревня под названием Кстоская (Кстовская). Согласно этой гипотезе, в начале XV века деревня с принадлежавшими ей землями была отдана во владение Печерского монастыря сыном последнего нижегородского князя Даниилом Борисовичем. В действительности в древнем документе речь шла о деревне Котовской, которая находилась совершенно в другом месте. В позднее время население занималось бурлачеством, плетением металлической сетки, сезонной подработкой (отходничеством), земледелием, охотой и рыболовством.
В 1785 году в Кстово была открыта почтовая станция. В 1818 году открылась каменная церковь.
К середине XIX века Кстово было владельческим селом, принадлежавшим помещику Пашкову. Согласно «Карте Менде Нижегородской губернии 1850 года», село Кстово занимало территорию нынешней улицы 1-го Мая и насчитывало 40 дворов.
После крестьянской реформы село стало центром Кстовской волости. На 1911 год в селе насчитывалось 145 дворов.
После революции в селе был создан Кстовский сельсовет. С упразднением Кстовской волости к середине 1920-х годов Кстово стало частью пригородной Печерской волости. 10 июня 1929 года в связи с упразднением волостей селения Печерской волости стали частью Печерского района. 1 февраля 1930 года райцентр был перенесён из слободы Печёры в Кстово, а район переименован в Кстовский.
В 1950-е годы Кстово стало центром нефтепереработки — здесь были построены Новогорьковский (Кстовский) нефтеперерабатывающий завод, ТЭЦ и другие предприятия.
25 мая 1954 года село получило статус рабочего посёлка, а Кстовский сельсовет был упразднён. 12 сентября 1957 года посёлок получил статус города в районном подчинении.
В начале 1960-х годов в Кстово были построены заводы минераловатных изделий, по комплексной переработке и ремонту шин, молокозавод.
12 мая 1962 года Кстово получил статус города областного подчинения. Кроме того, в его черту были включены близлежащие сельские населённые пункты: Большие Вишенки, Малые Вишенки, Лукерьино и Сосновка из Новоликеевского сельсовета и Столбищи из Большеельнинского сельсовета. В октябре 1969 года к городу был присоединён посёлок Южный.
Согласно Закону Нижегородской области от 15 июня 2004 года № 60-З «О наделении муниципальных образований — городов, рабочих посёлков и сельсоветов Нижегородской области статусом городского, сельского поселения», Кстово получил статус города районного значения и образовал городское поселение город Кстово в составе Кстовского района.
В ходе российского вторжения в Украину с марта 2024 года подвергается атакам БПЛА со стороны Украины. В основном попытки ударов приходятся на НПЗ ООО «Лукойл-Нижегороднефтеоргсинтез».
26 ноября 2024 года стало известно, что депутаты Совета депутатов Кстовского округа одобрили инициативу о присоединении муниципалитета к городскому округу Нижний Новгород. Также инициативу поддержал губернатор Нижегородской области Глеб Никитин.

## Экономика

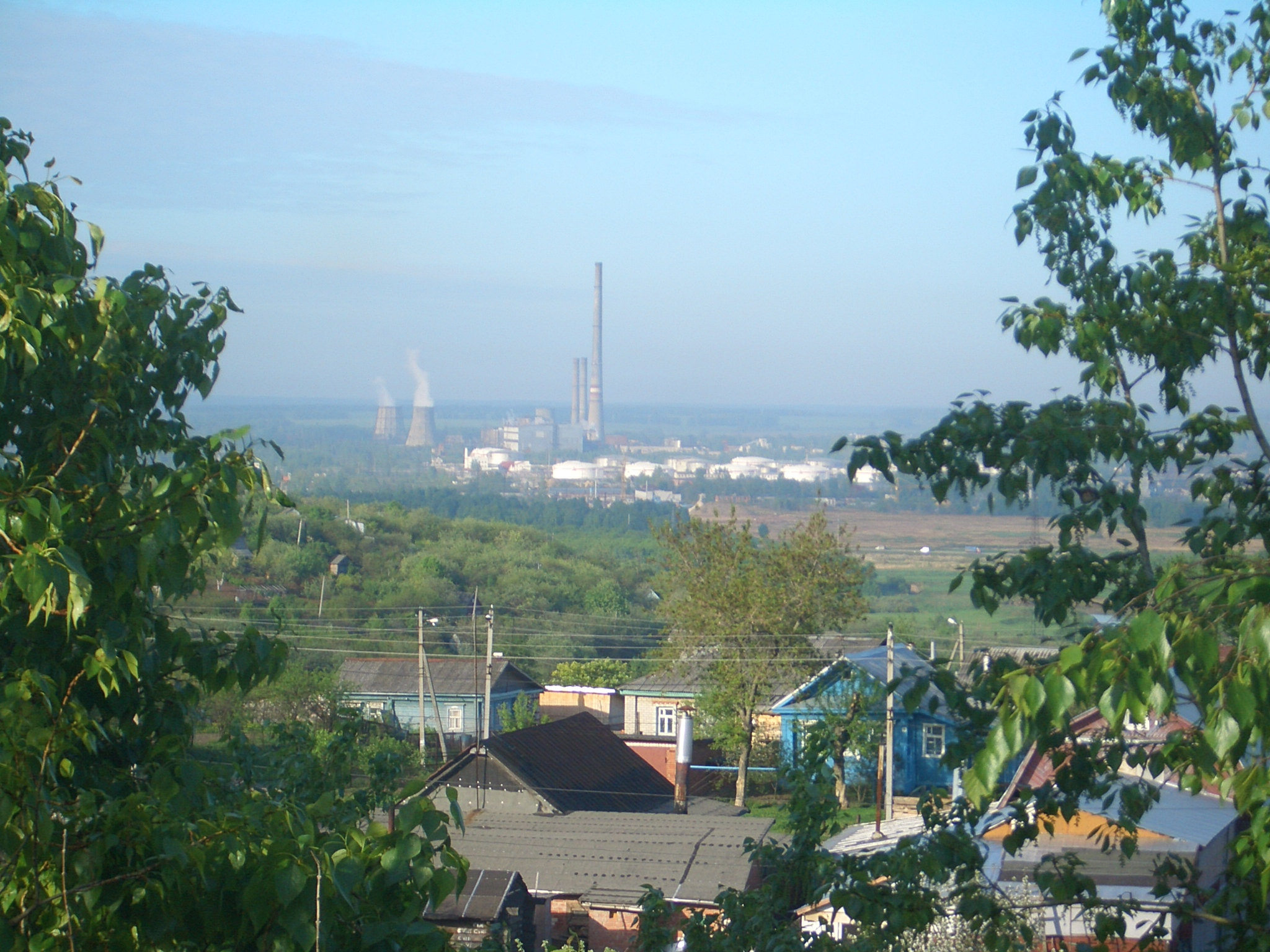
Вид на Новогорьковскую ТЭЦ

В 5 км к юго-западу от города расположена промышленная зона, в которой находятся:
- НПЗ ООО «Лукойл-Нижегороднефтеоргсинтез», выпускающий разнообразную продукцию: керосин, бензин, дизельное топливо, масла, битумы, мазут, парафин, вакуумный газойль;
- ООО «Сибур-Кстово» (продукция — этилен, пропилен, бензол);
- ООО «Газпром Газэнергосеть Нижний Новгород»;
- Линейно-производственная диспетчерская станция «Староликеево» (ГРНУ, АО «Транснефть — Верхняя Волга», ПАО «Транснефть»);
- Завод железобетонных изделий;
- Завод промышленной вентиляции, систем аспирации, пневмотранспорта и кондиционирования воздуха, ООО «Коблик», бывший завод треста «Волгопромвентиляция»;
- Химический комплекс ООО «РусВинил» по выпуску смолы ПВХ;
- ООО «Битумное производство» (входит в ГК Новый Поток).

В городе действуют:
- ФГУП «Завод „Агат“» (на его территории размещён цех по производству мороженого);
- молокозавод;
- хлебозавод;
- колбасный цех;
- мебельная фабрика.

## Население
| 1939    | 1959    | 1967    | 1970    | 1976    | 1979    | 1982    | 1986    | 1987    | 1989    | 1992    |
| ------- | ------- | ------- | ------- | ------- | ------- | ------- | ------- | ------- | ------- | ------- |
| 2000    | ↗27 023 | ↗43 000 | ↗48 336 | ↗55 000 | ↗58 774 | ↗61 000 | ↗63 000 | ↗64 000 | ↗64 214 | ↗65 700 |
| 1996    | 1998    | 2000    | 2001    | 2002    | 2003    | 2005    | 2006    | 2007    | 2008    | 2009    |
| ↗67 900 | ↗69 100 | ↗69 400 | ↘69 200 | ↘66 944 | ↘66 900 | ↘66 100 | ↘65 700 | ↘65 400 | ↗65 571 | ↗65 651 |
| 2010    | 2011    | 2012    | 2013    | 2014    | 2015    | 2016    | 2017    | 2018    | 2019    | 2020    |
| ↗66 657 | ↗66 711 | ↗66 758 | ↗66 989 | ↘66 788 | ↗67 375 | ↘67 305 | ↗67 723 | ↗67 874 | ↘67 439 | ↗67 797 |
| 2021    | 2023    | 2024    | 2025    |         |         |         |         |         |         |         |
| ↘63 646 | ↘62 208 | ↘61 602 | ↘61 118 |         |         |         |         |         |         |         |

На 1 января 2025 года по численности населения город находился на 260-м месте из 1124 городов Российской Федерации.

## Транспорт
В городе Кстово имеется речной порт, действует автомобильное и железнодорожное грузовое сообщение, трубопроводы, подающие в район нефть и газ.
Организованы хорошие внутрирайонные транспортные связи. Общая протяжённость ведомственных и частных автомобильных дорог составляет 533 километров, в том числе с твёрдым покрытием — 512 километров. Общая протяжённость автобусных внутриобластных линий, проходящих по территории района, составляет 292 километра.

## Культура и образование
В Кстово ведут свою деятельность:

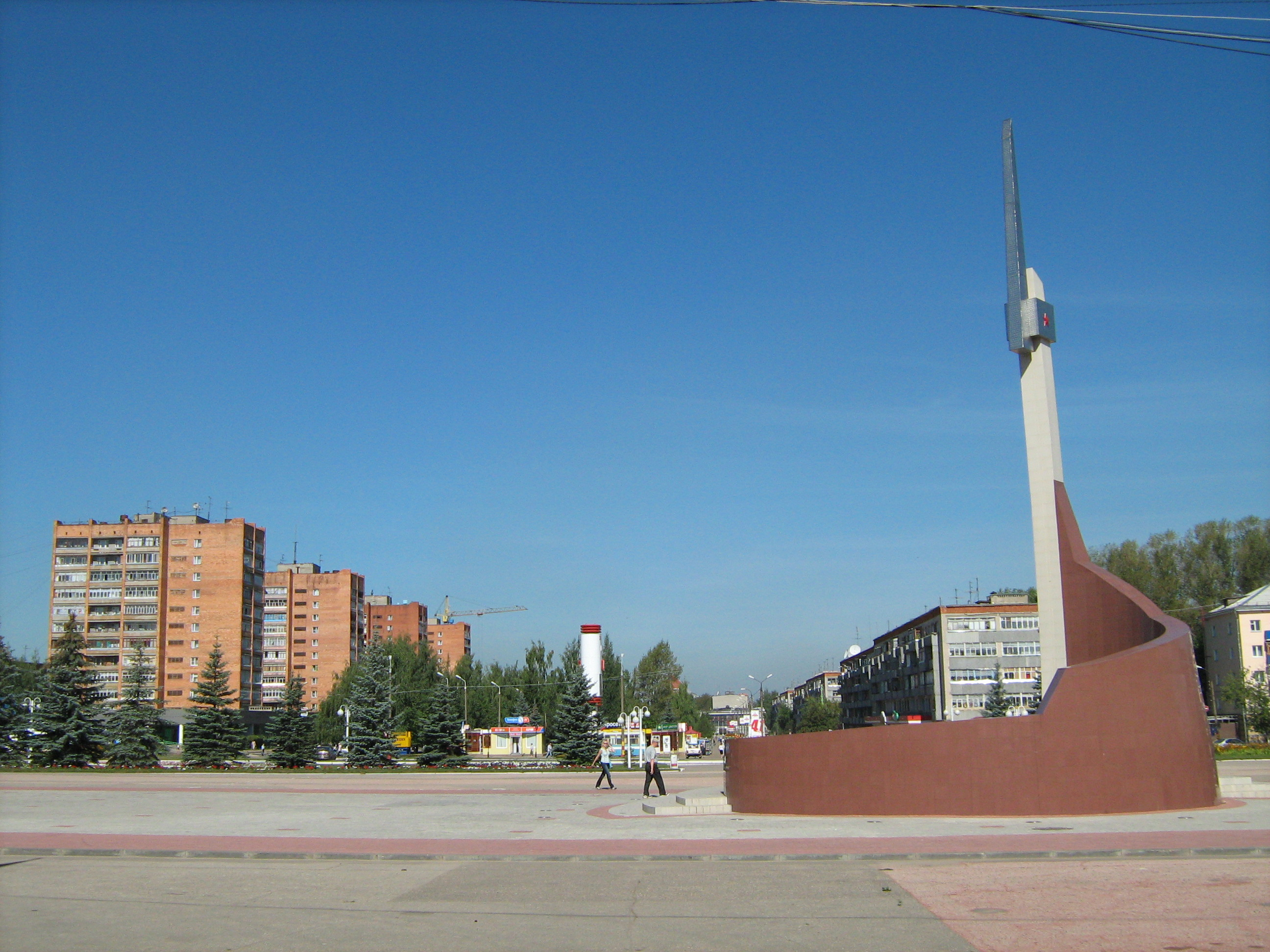
Площадь Мира

- Спортивная школа Олимпийского резерва по самбо «Самбо-1975»[45]
- Центр народной культуры «Берегиня»
- Дворец детско-юношеского творчества
- Центр внешкольной работы
- Художественная и музыкальная школы
- ФОК «Волжский берег»
- 10 школ
- Кстовский нефтяной техникум[46]

Кроме того, в городе действуют театр кукол, библиотеки и шахматная школа. В 2015 году на площади Ленина был построен закрытый аквапарк «Атолл», ставший первым подобным учреждением в области.
С 2007 года в Кстово под эгидой Союза писателей России ежегодно проходит Всероссийский фестиваль иронической поэзии «Русский смех». Авторы из различных регионов России и ближнего зарубежья выступают в детских и молодёжных аудиториях, а гала-концерт фестиваля проходит во Дворце культуры нефтехимиков.

## Религия

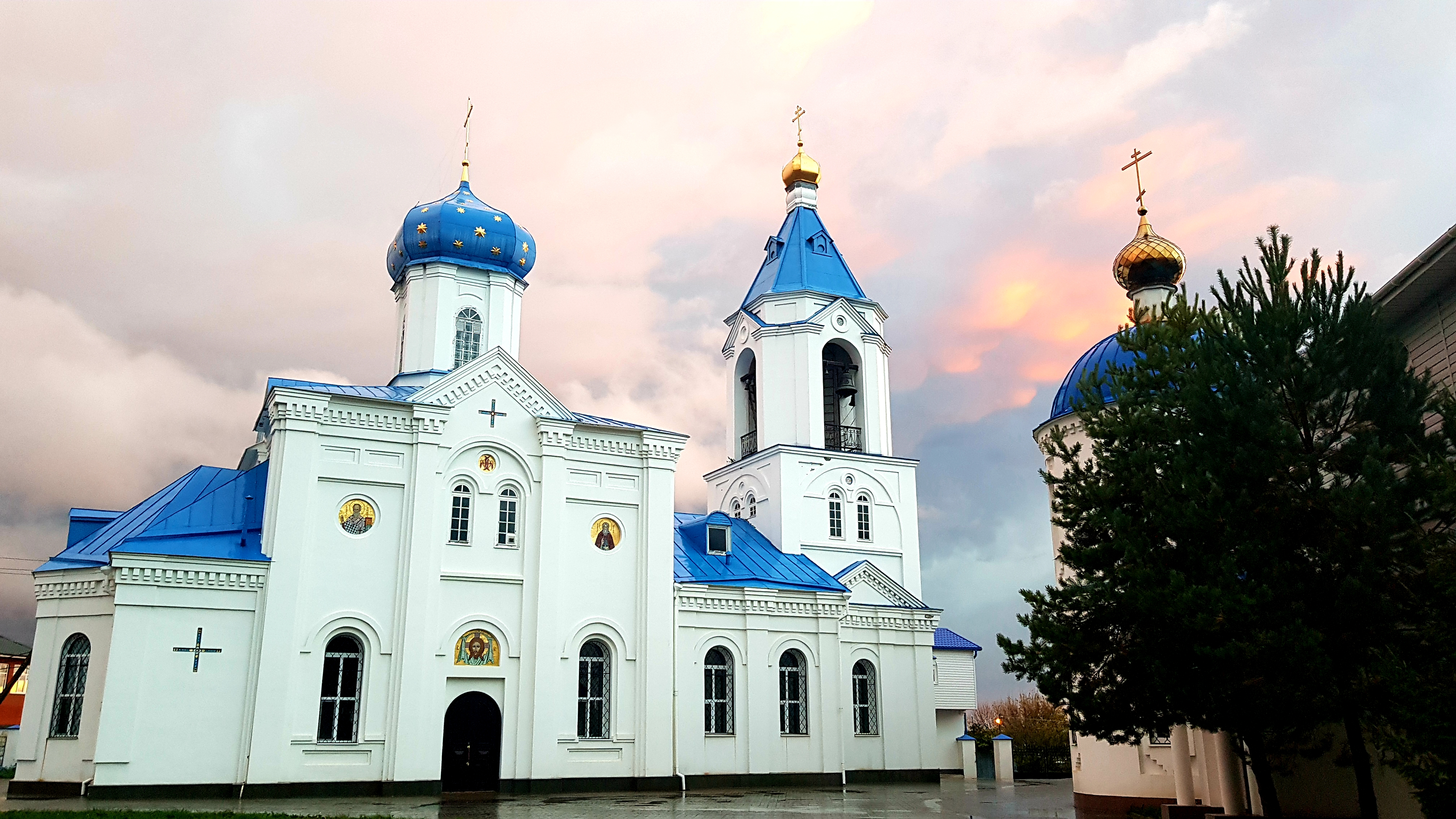
Владимирская церковь в Вишенках

В Кстово действуют четыре православных церкви и две часовни:
- Церковь Казанской иконы Божией Матери (в исторической части города);
- Церковь Владимирской иконы Божией Матери (в Больших Вишенках) — была построена в 1990-е годы на месте деревянной Михайло-Архангельской церкви, снесённой в 1930-е годы. В настоящее время — центральный храм Кстовского благочиния Нижегородской митрополии;
- Деревянная церковь в честь Сергия Радонежского (на пересечении трассы М-7 и проспекта Рачкова);
- Деревянный храм в честь святого благоверного князя Даниила Московского (на территории воинской части инженерных войск);
- Часовня в честь Александра Невского (на углу улицы Чванова, рядом со зданием МВД);
- Часовня в честь Архангела Михаила (рядом с Академией самбо) в память о М. Г. Бурдикове.

Также, на территории бывшей деревни Сосновка (юго-восточная окраина города) действует церковь адвентистов седьмого дня. Ранее община АСД собиралась в доме культуры «Октябрь» — одном из первых сооружений города, находившемся в одноимённом парке на улице Школьной.

## Достопримечательности
- Памятник лётчику-испытателю, Герою Советского Союза Чкалову Валерию Павловичу. Расположен на улице 40 лет Октября во дворе дома № 6, открыт в 1956 г. На постаменте — мраморная доска, на которой изображена карта перелёта экипажа Чкалова и сделана следующая надпись: «Чкалов В. П. — Байдуков Г. Ф. — Беляков А. В.: перелёт Москва — Северный полюс — Ванкувер (США)».
- Вне городской черты Кстово, но в непосредственной близости к городу (село Великий Враг) расположен храм Казанской иконы Божией Матери, памятник архитектуры федерального значения.

## Фотографии

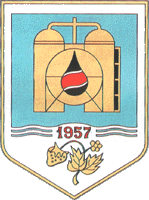
Герб (1983)
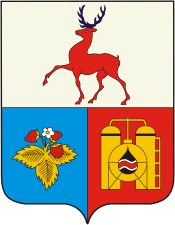
Герб (2006)
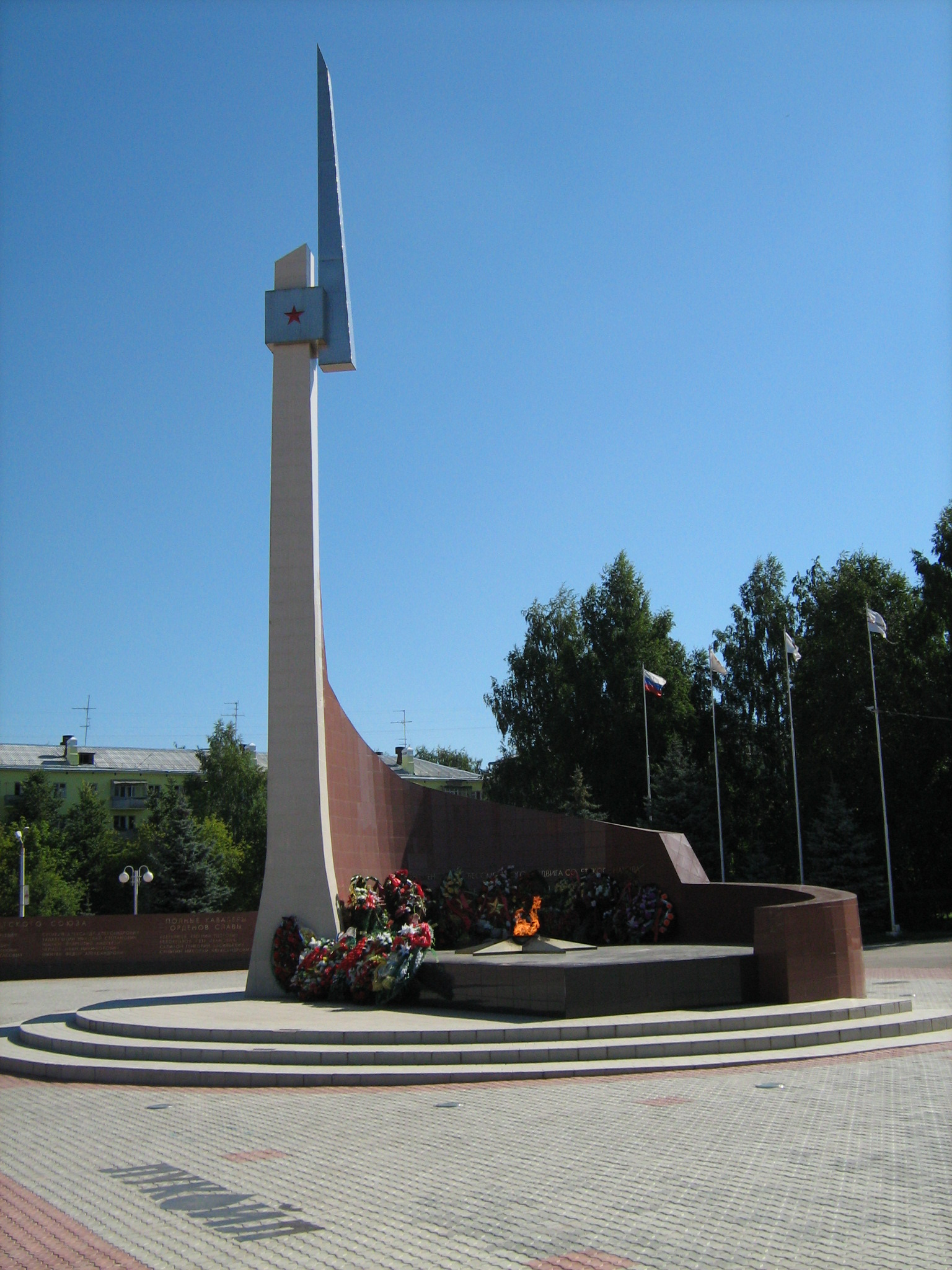
Обелиск с Вечным огнём на площади Мира
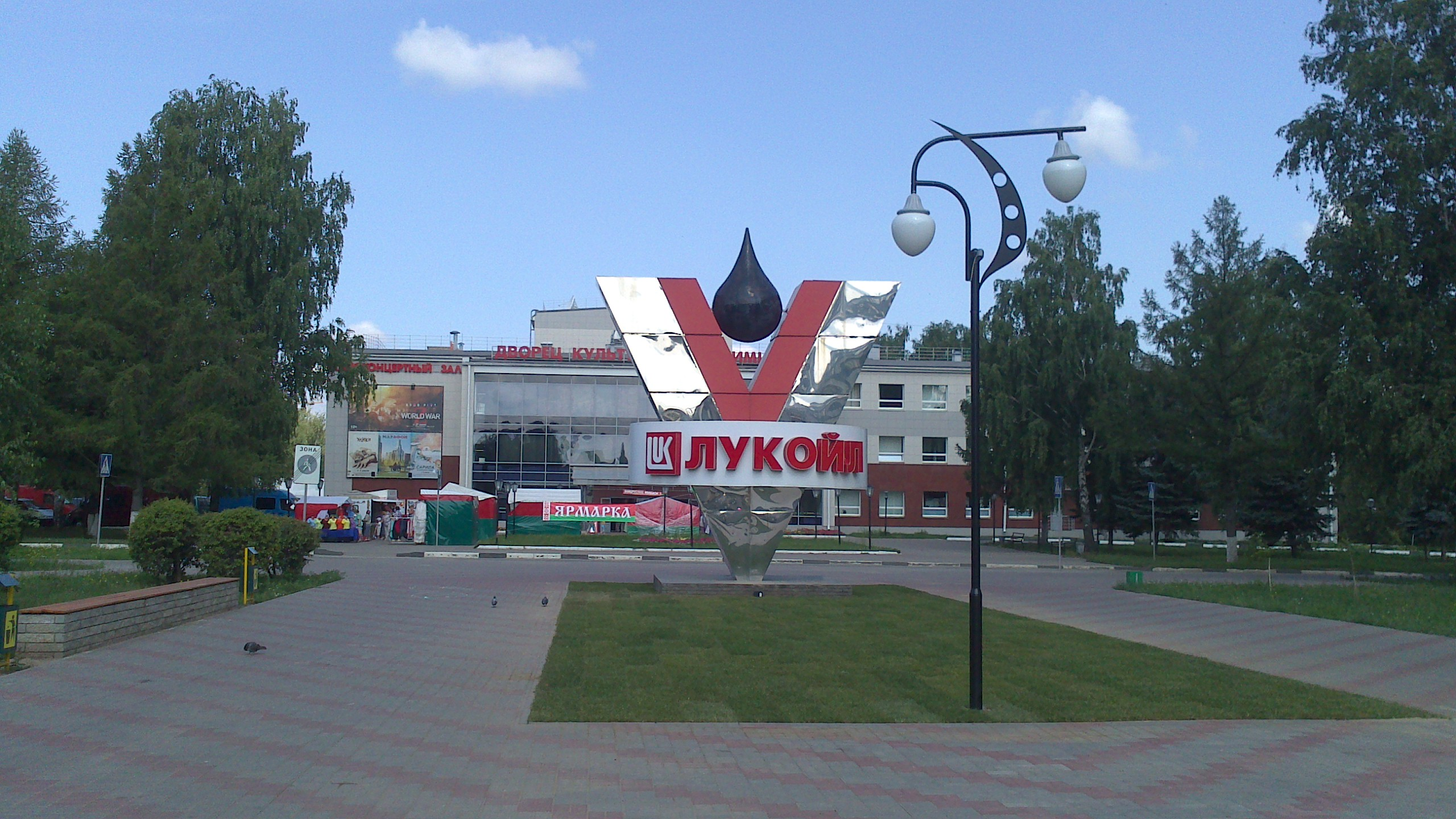
Стела «Лукойл» и Дворец культуры нефтехимиков
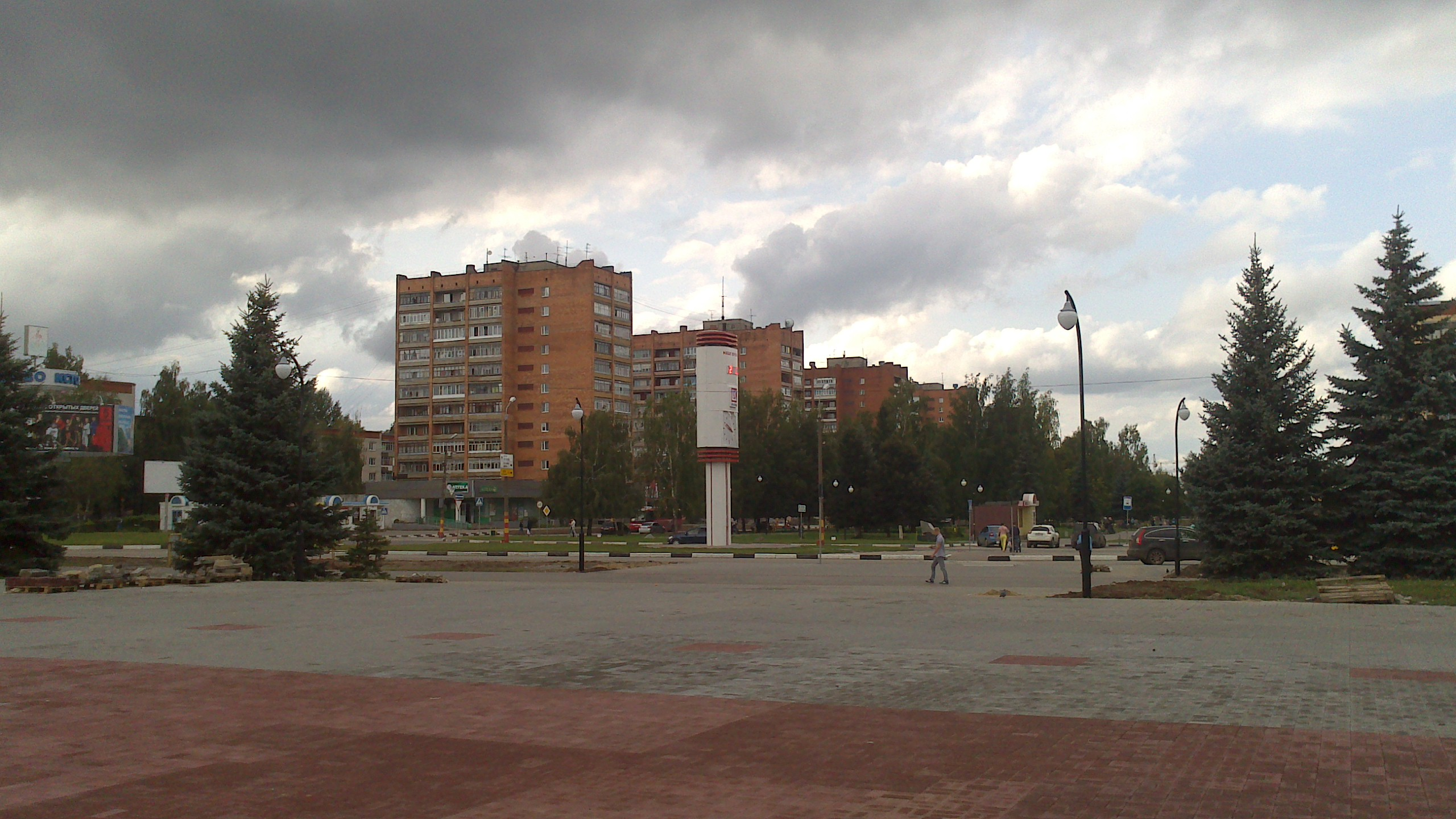
12-этажные дома на бульваре Мира (Нефтепереработчиков)
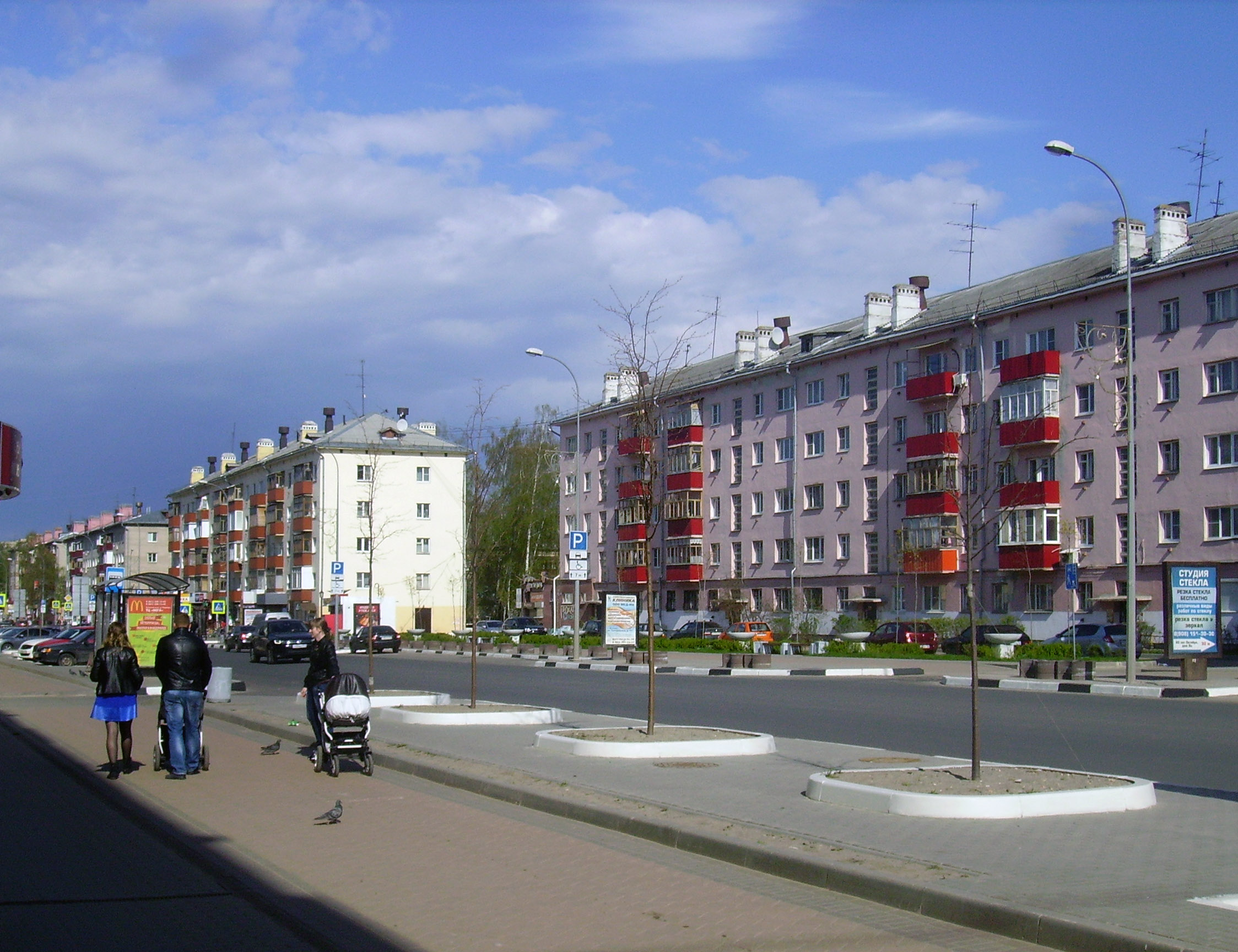
Улица 40 лет Октября
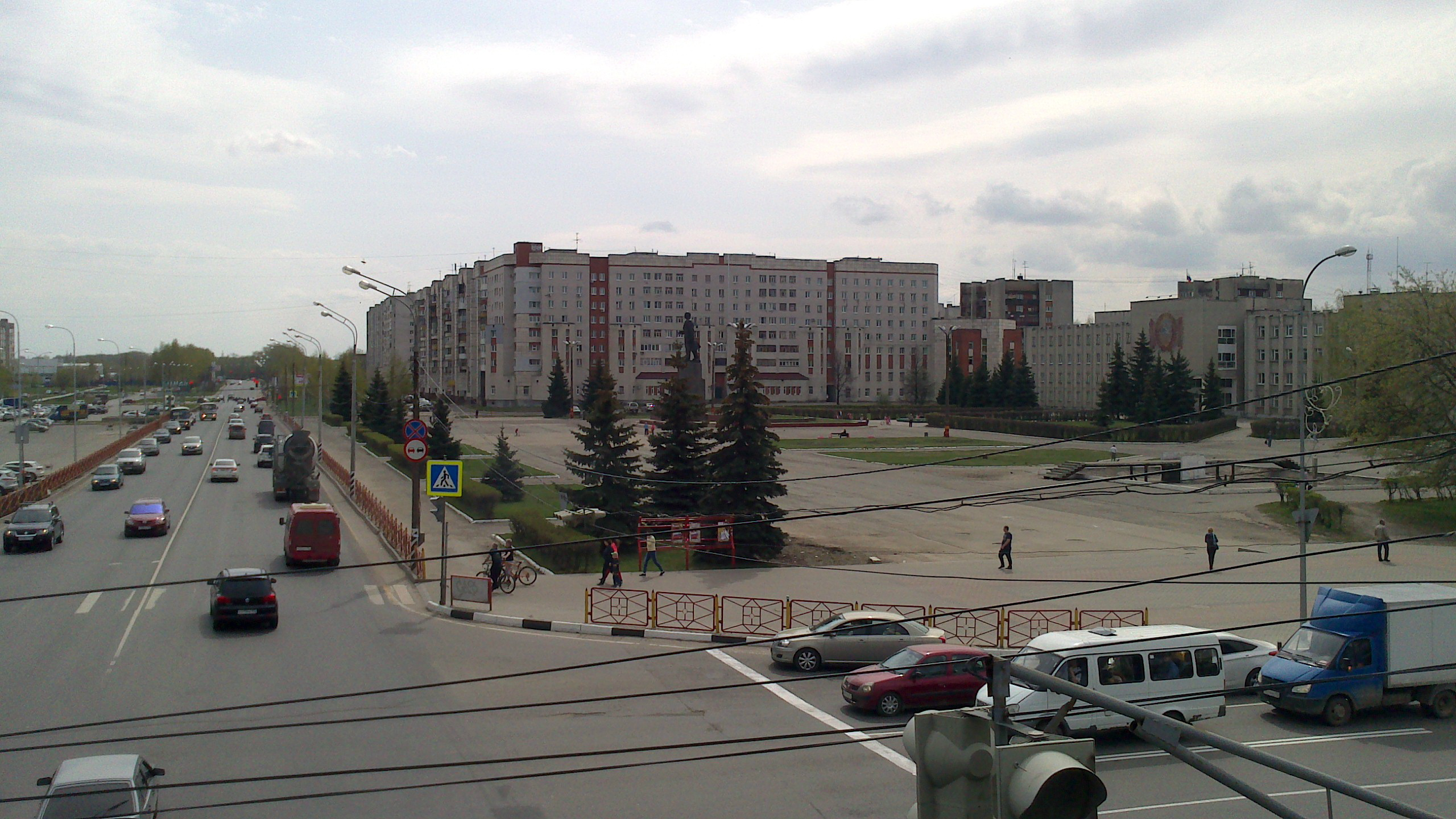
Площадь Ленина
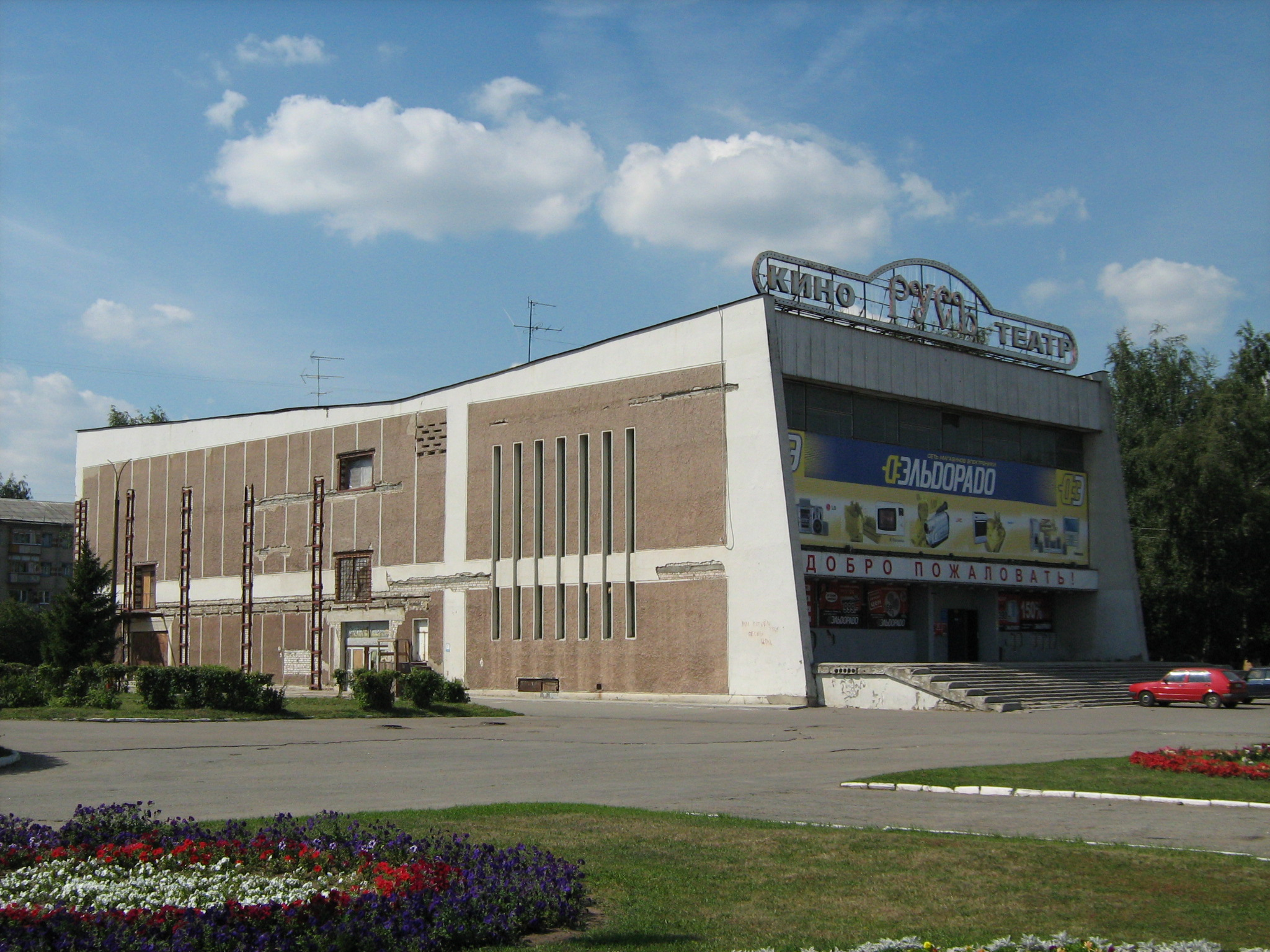
Здание бывшего кинотеатра «Русь»
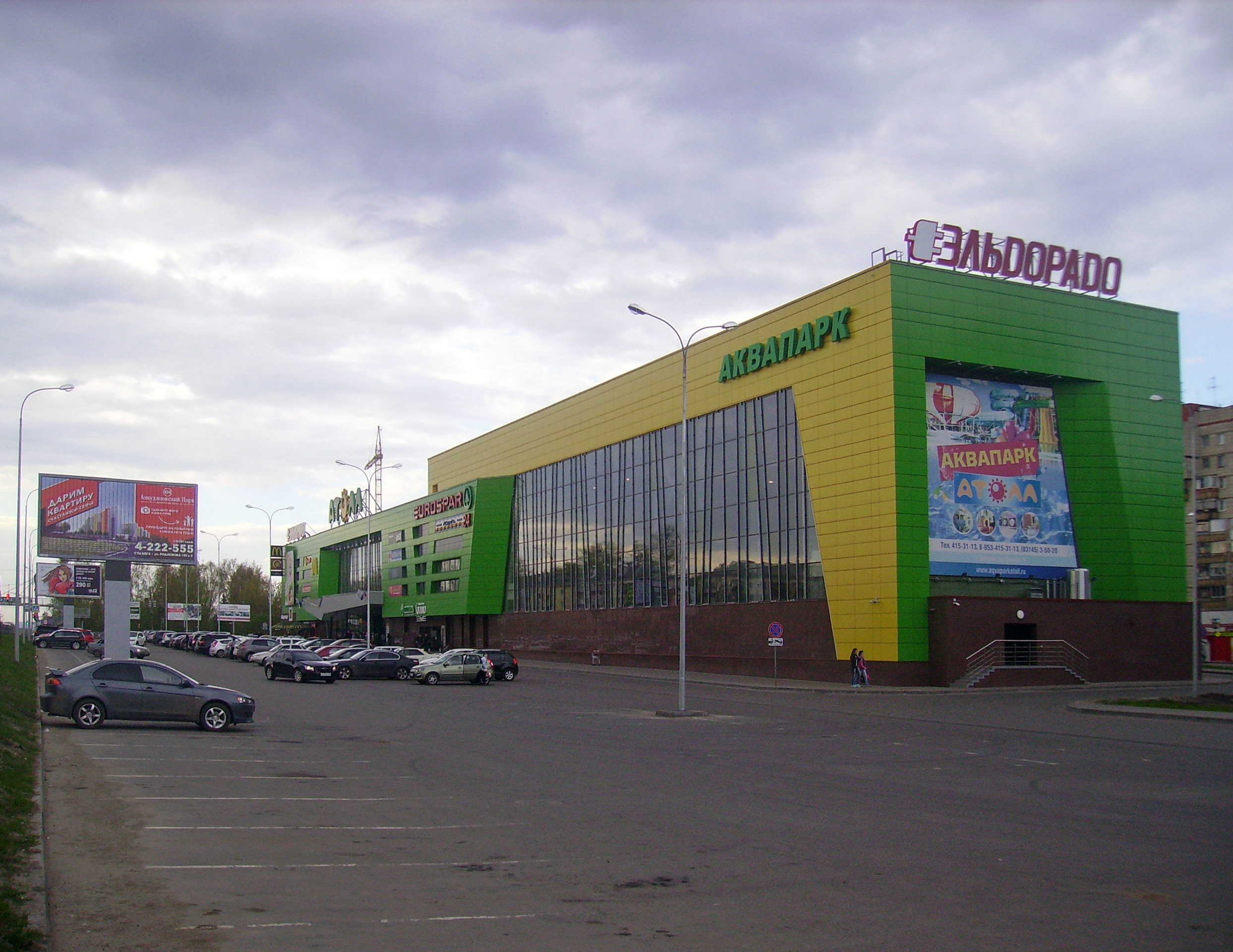
Торговый центр с аквапарком «Атолл»
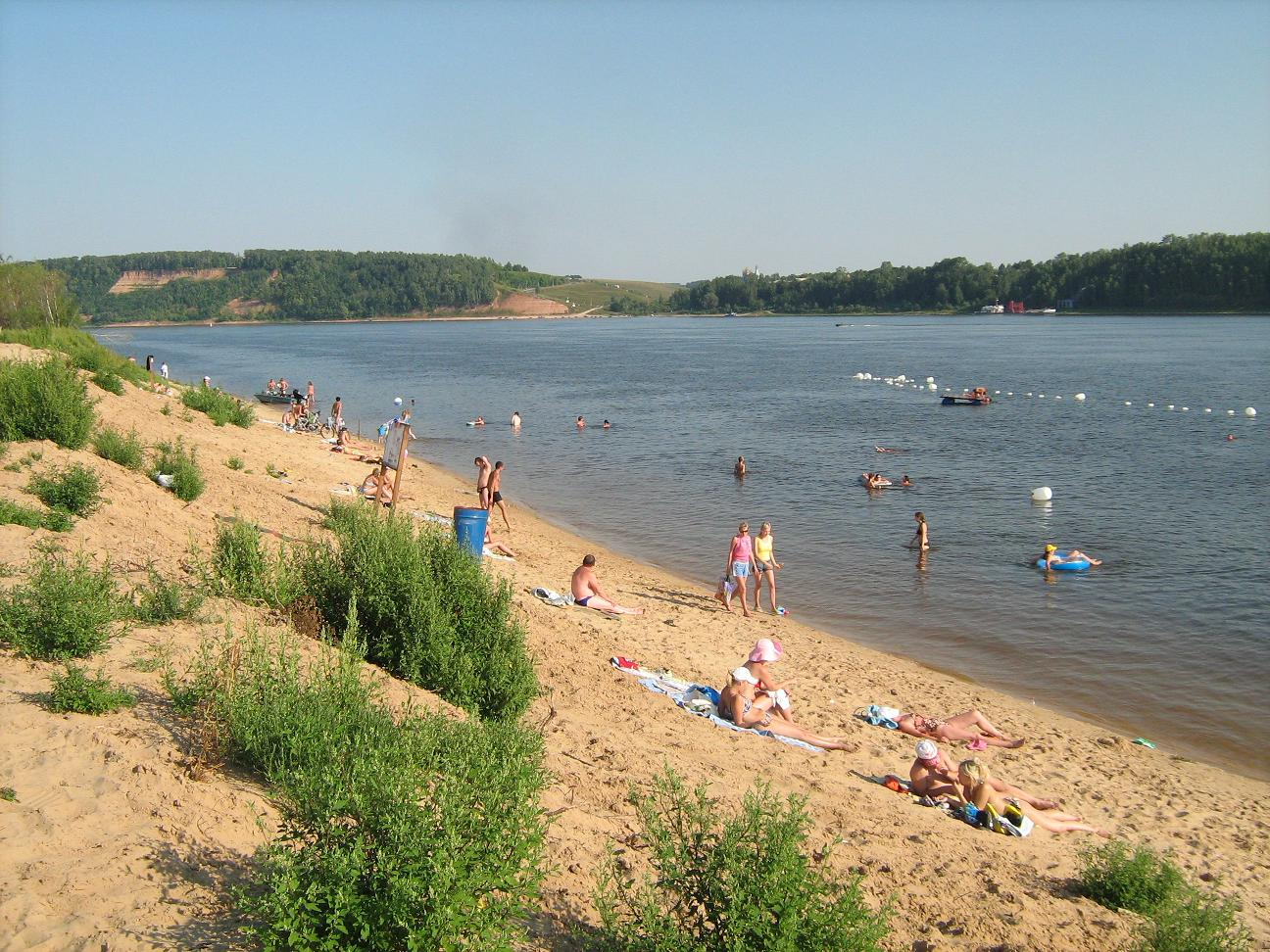
Городской пляж на левом берегу Волги
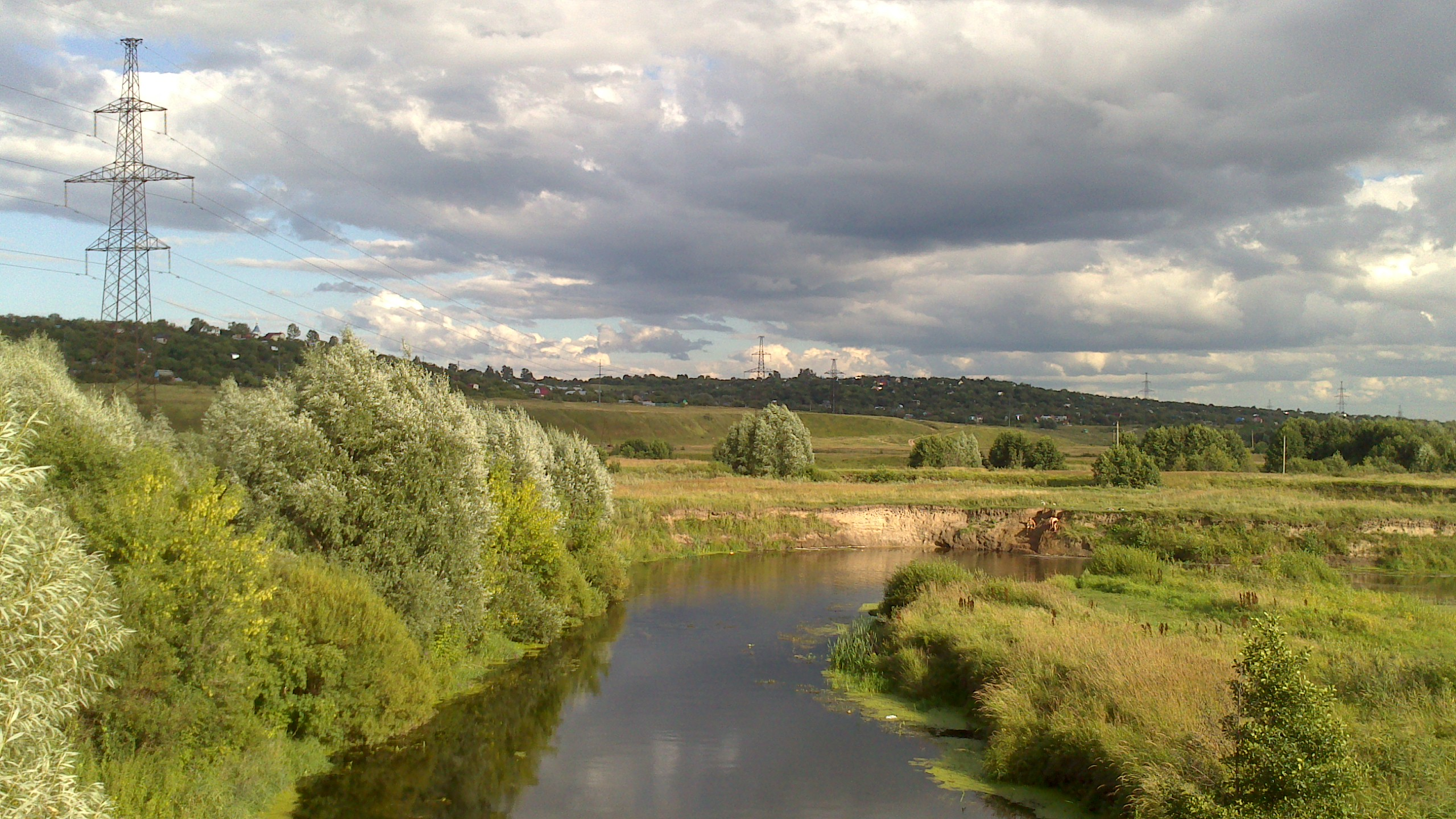
Река Кудьма в окрестностях города
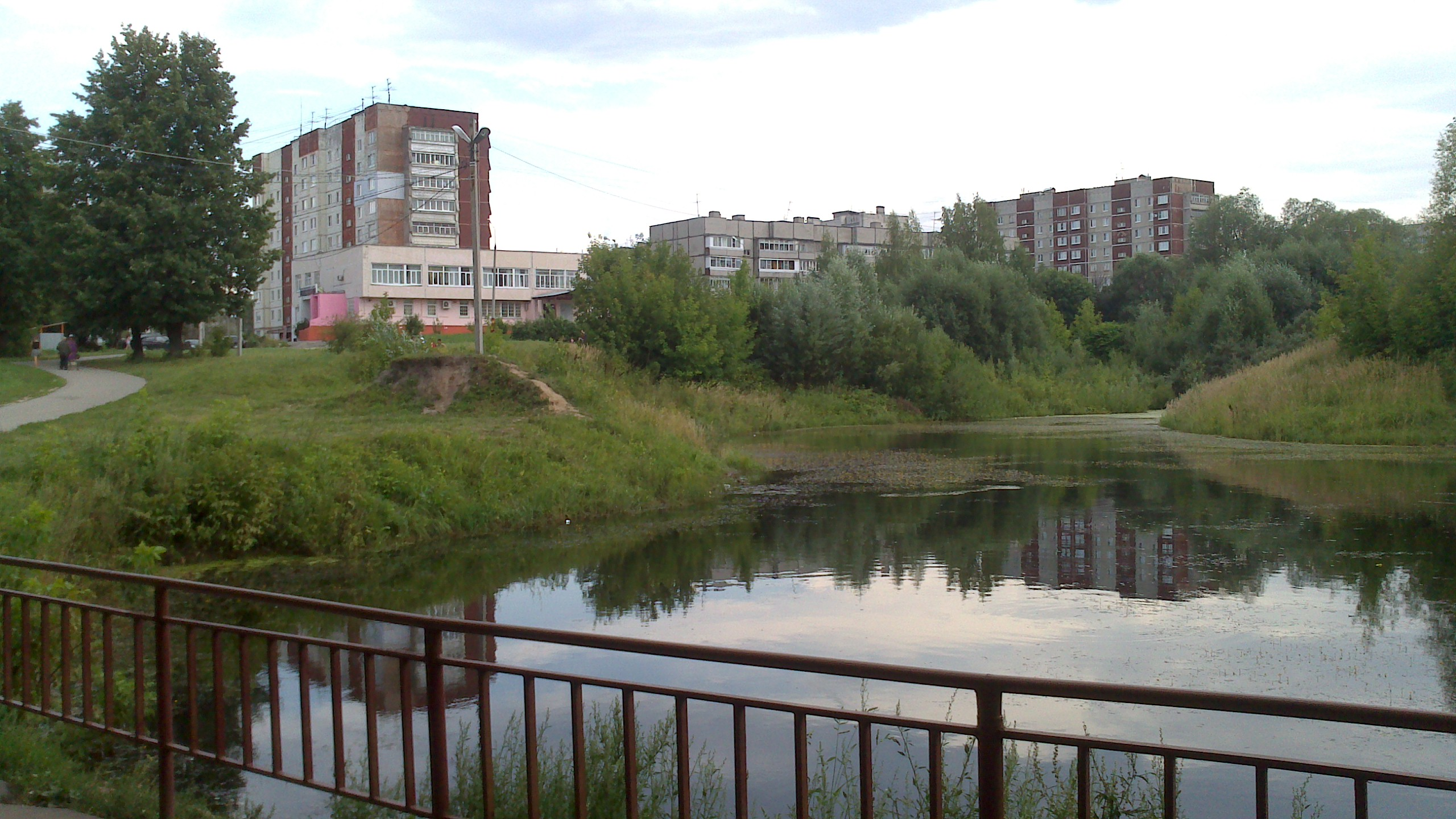
Лукерьинский пруд (до 2019 года)
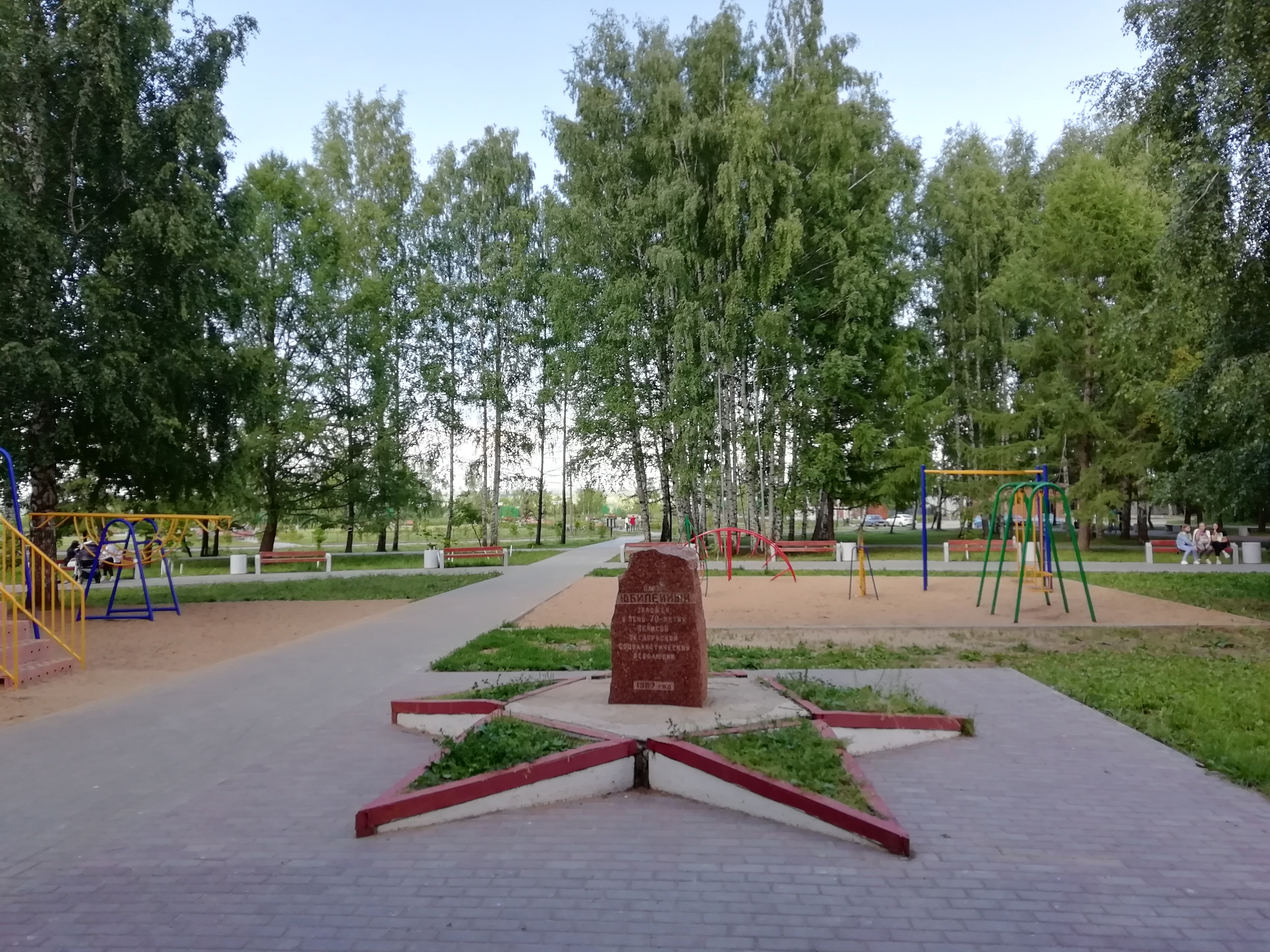
Знак в парке «Юбилейный»
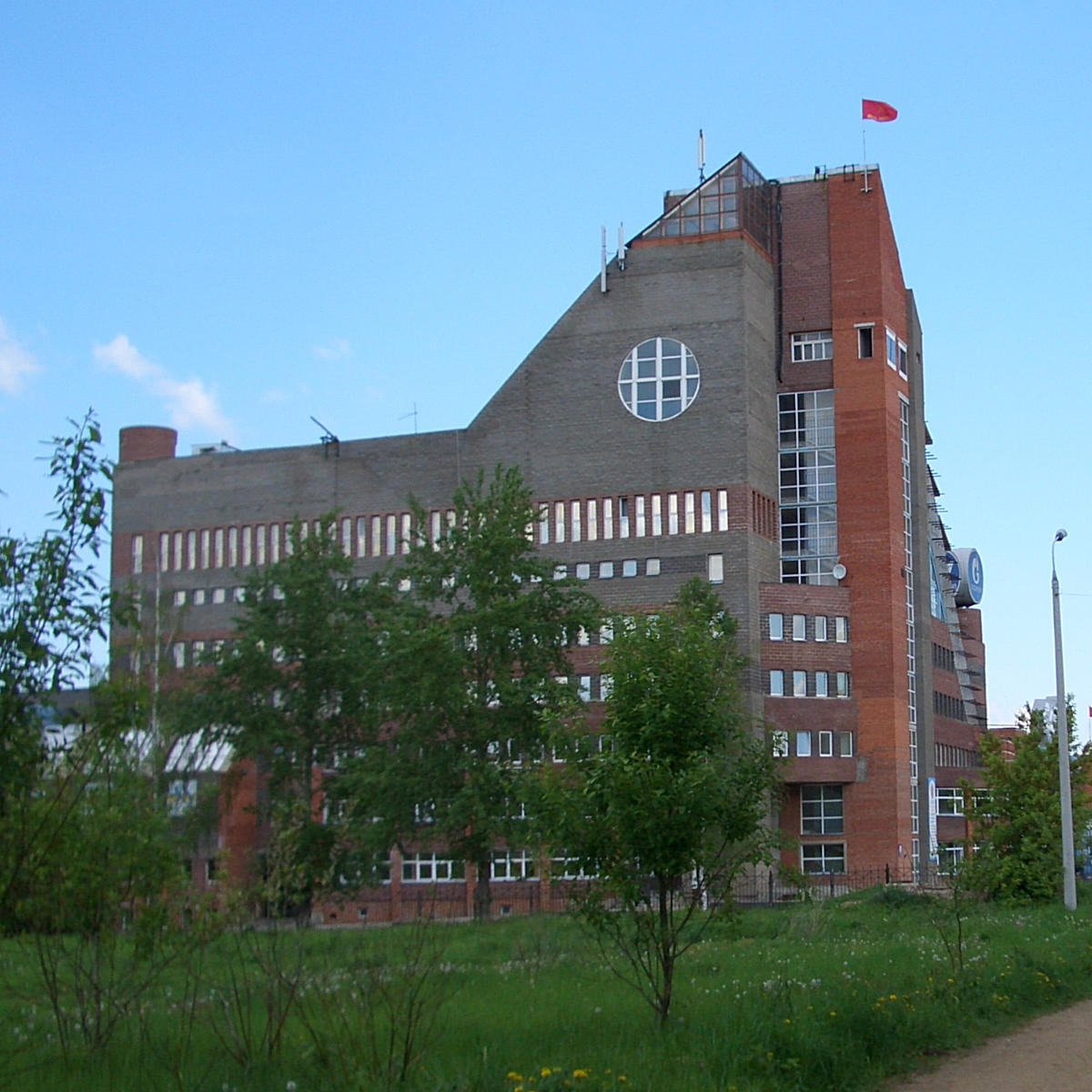
Всемирная академия самбо
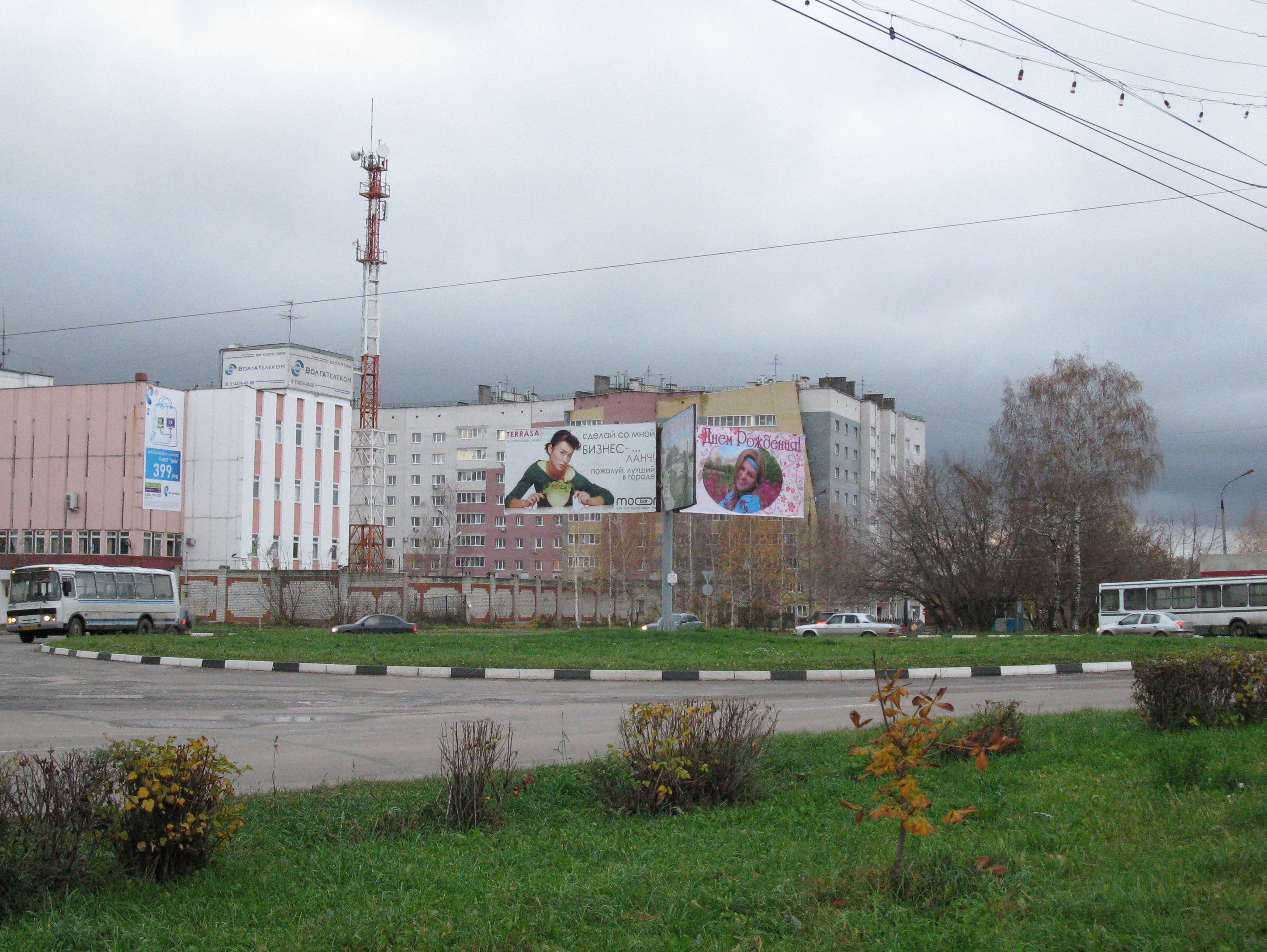
Кольцо на пересечении пр. Рачкова и пр. Победы, возле филиала ОАО «Ростелеком»
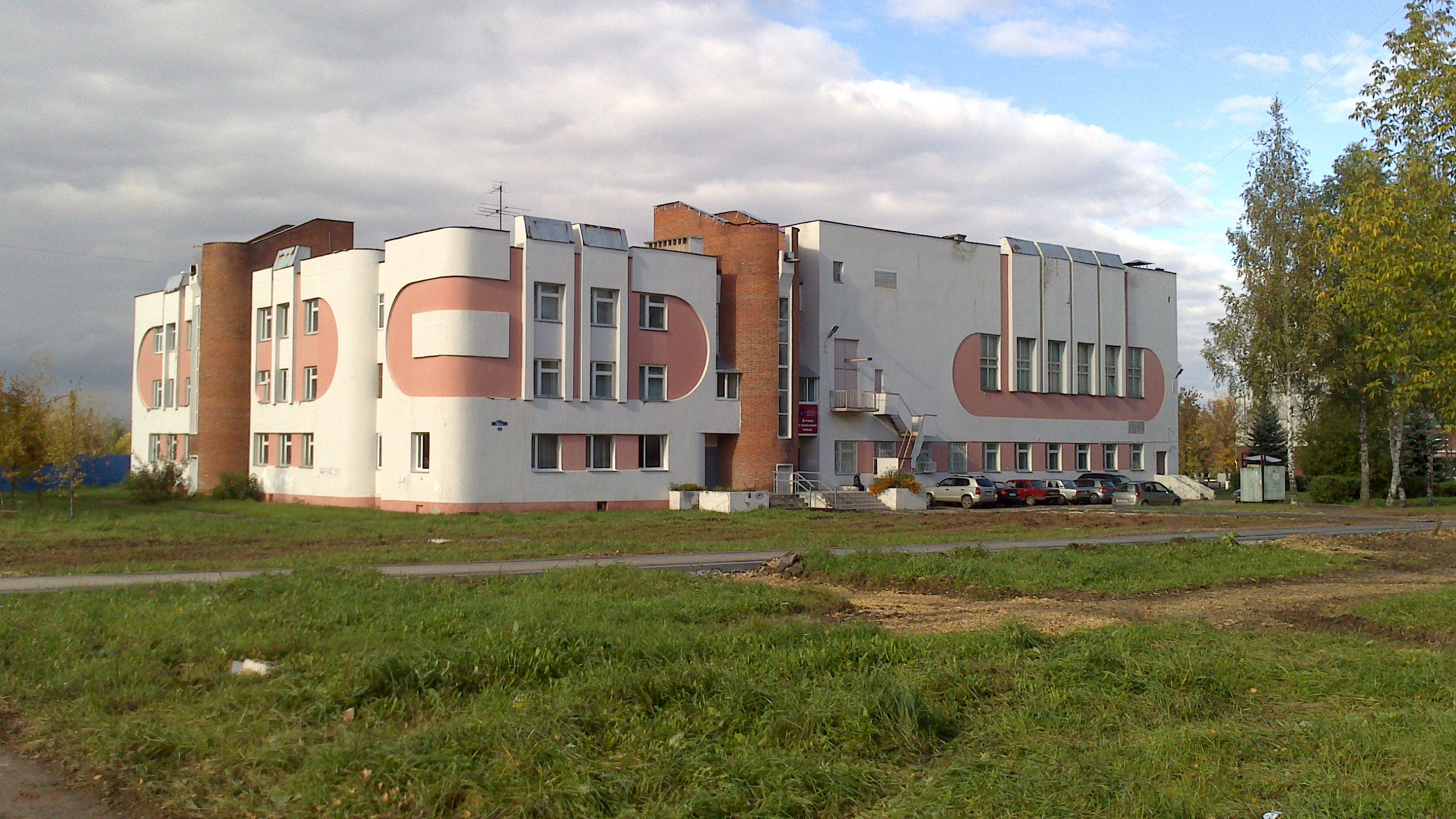
Дворец детско-юношеского творчества
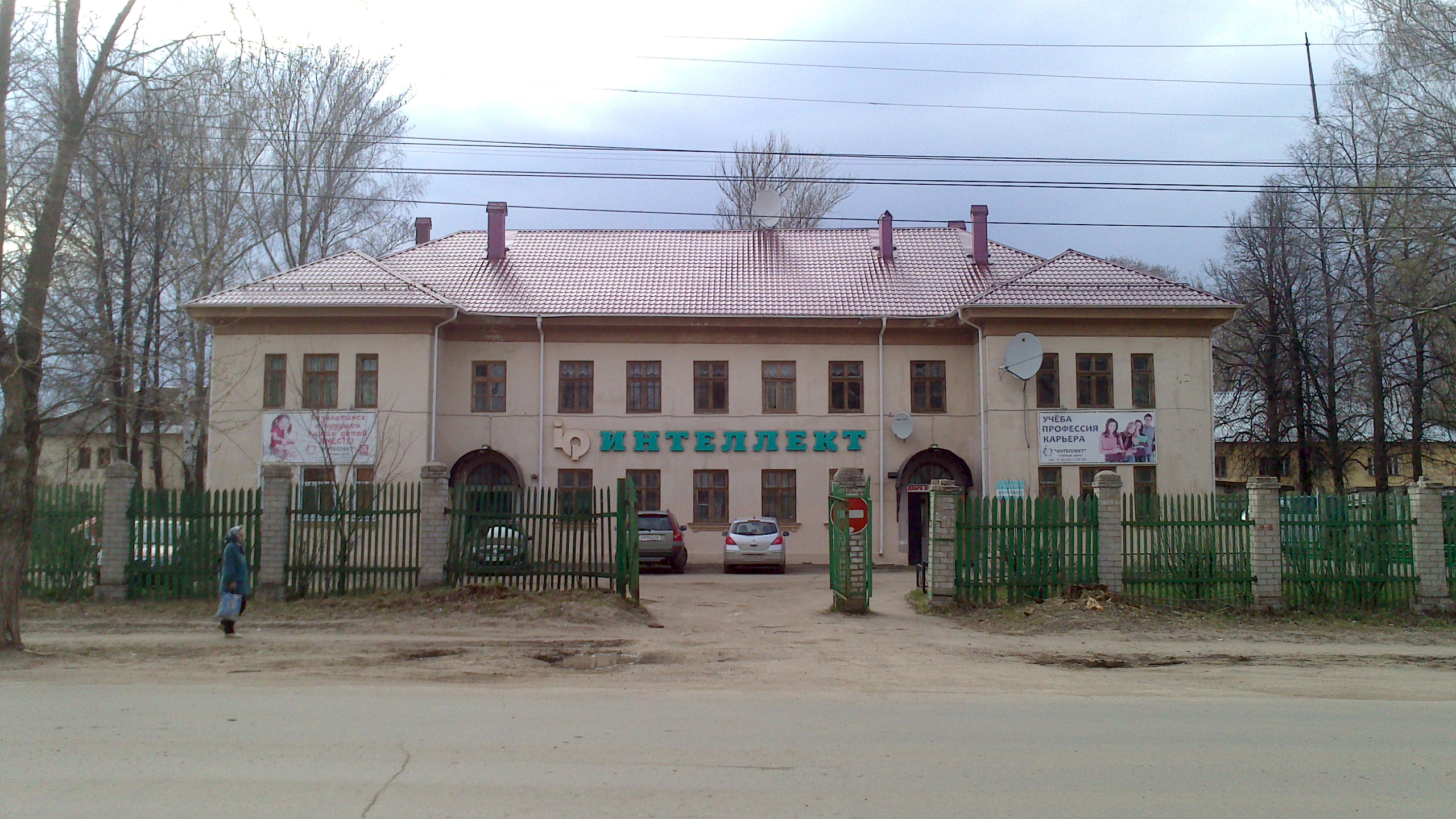
Учебный центр «Интеллект»
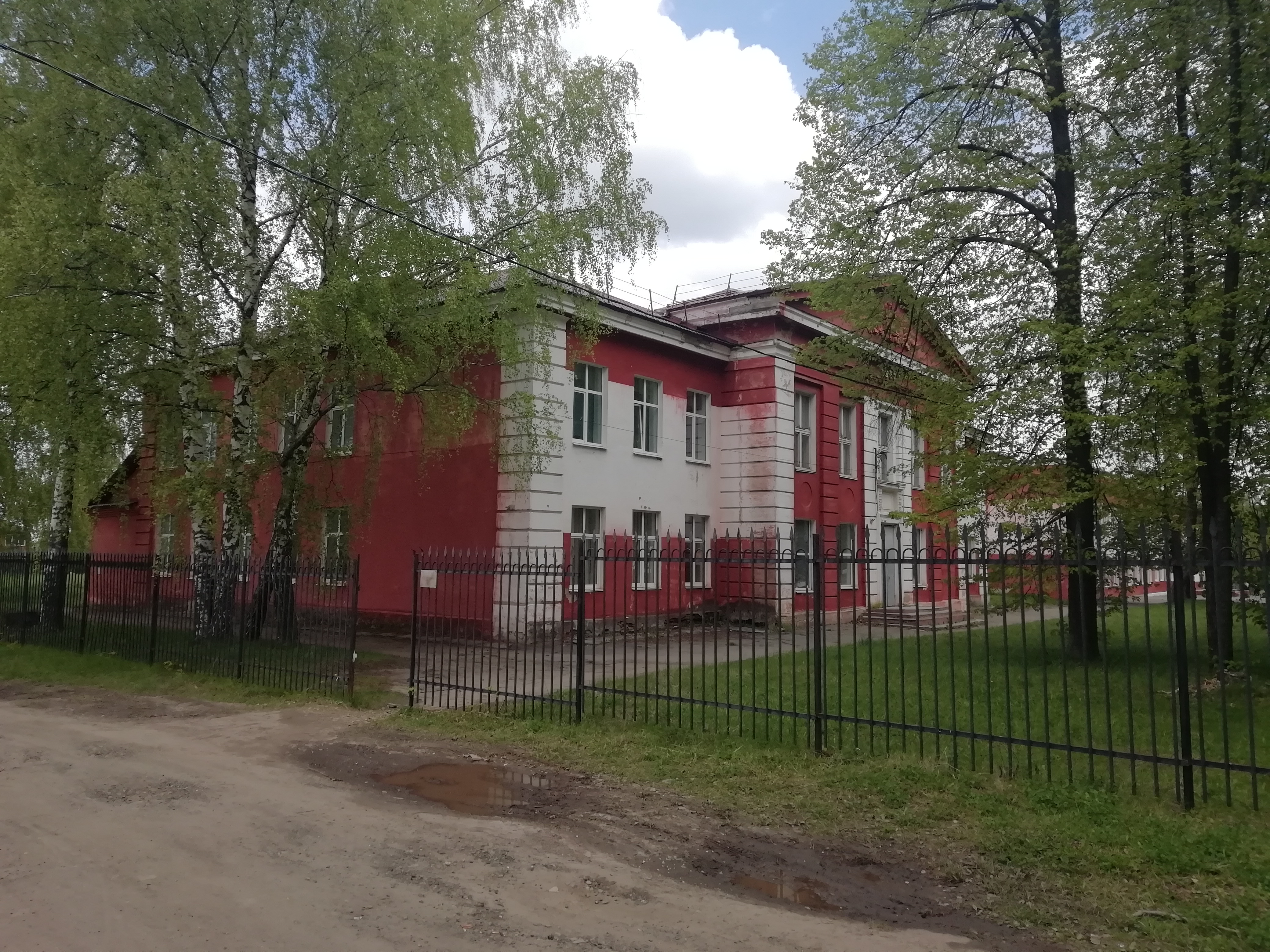
Школа №1
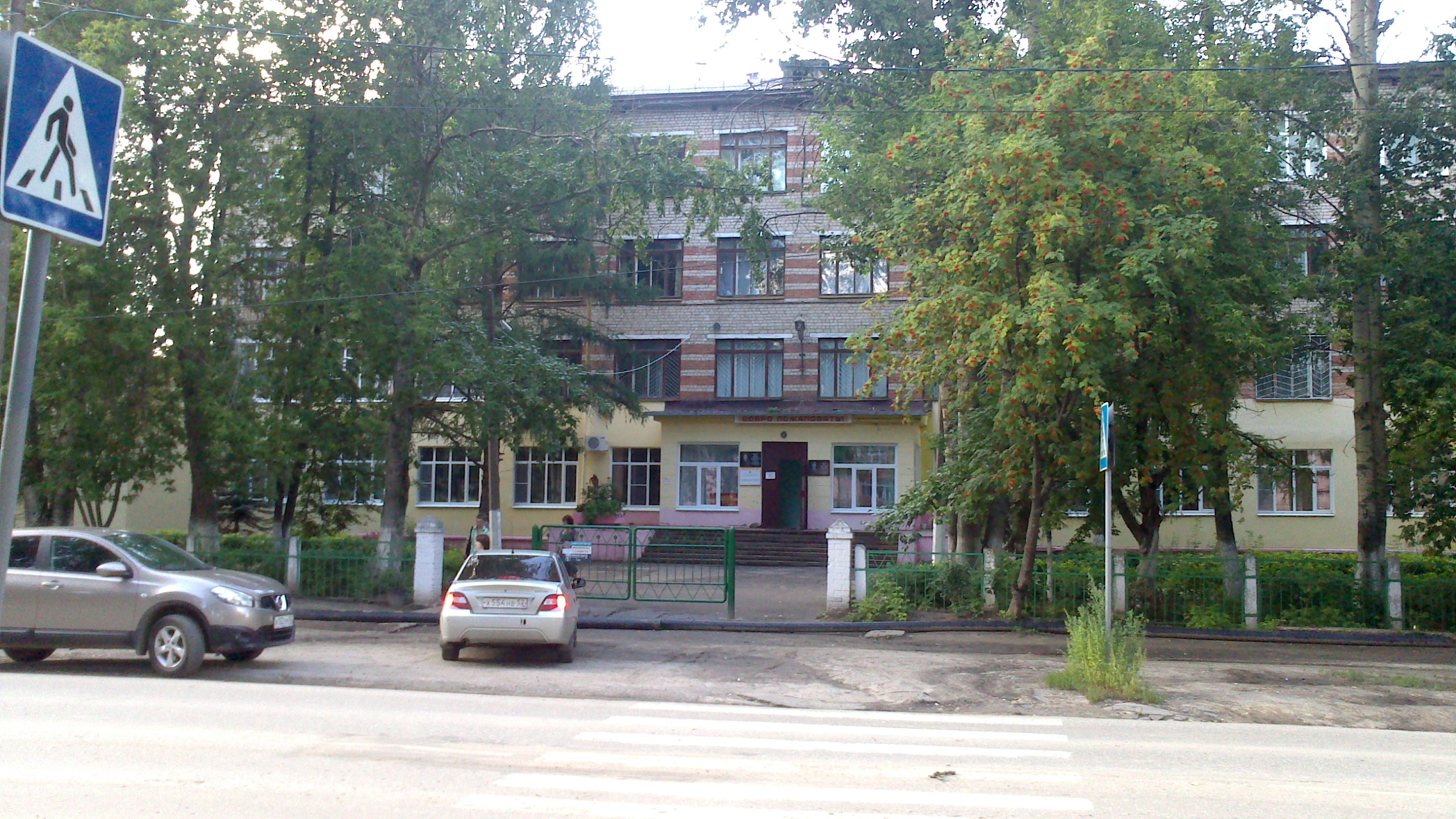
Кстовский нефтяной техникум
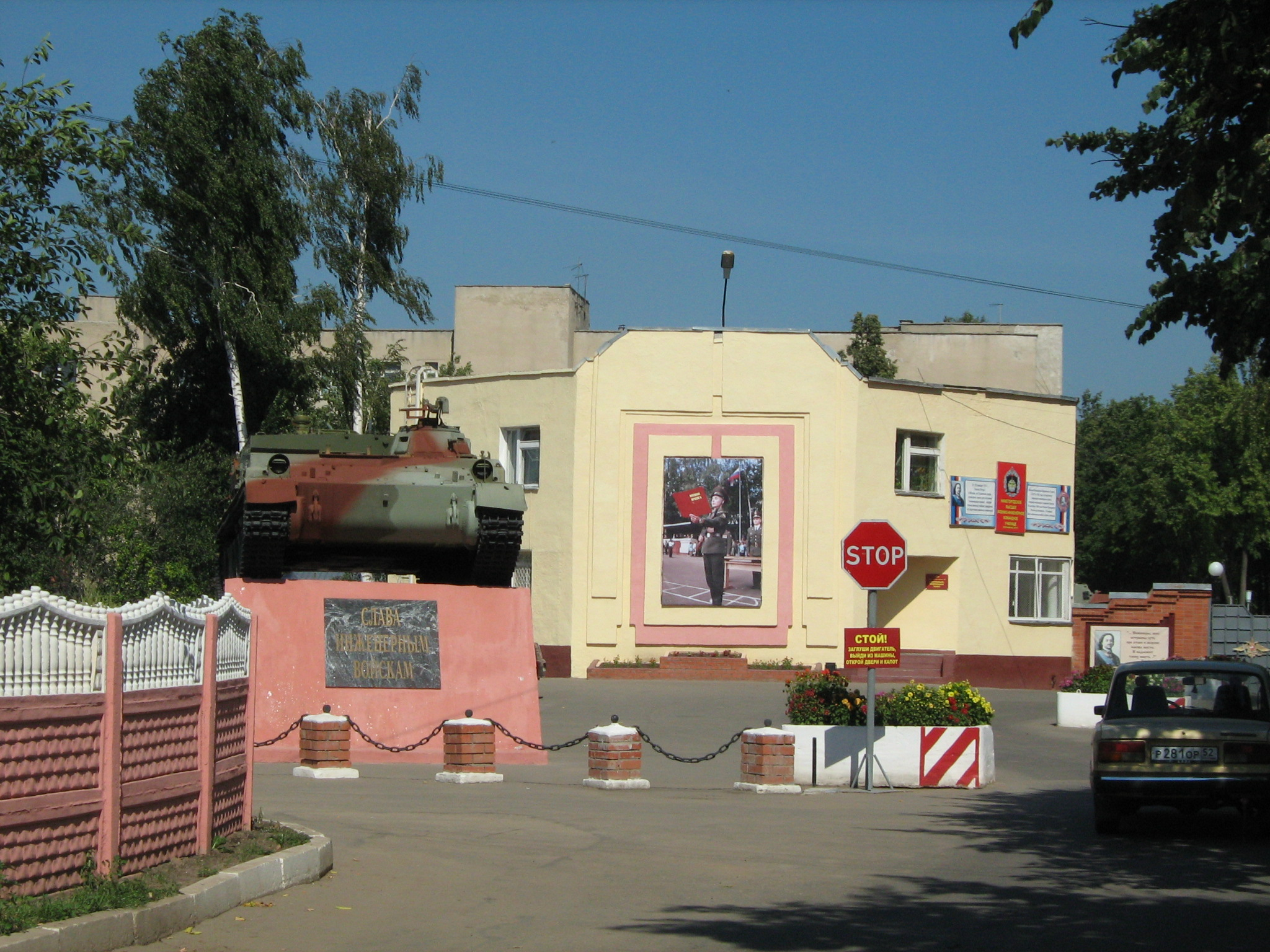
Нижегородское высшее военно-инженерное командное училище